# Tom Robinson (friidrottare)
Tom Robinson, född 16 mars 1938 i Nassau, död där 25 november 2012, var en friidrottare från Bahamas. Han deltog vid olympiska sommarspelen 1956, olympiska sommarspelen 1960, olympiska sommarspelen 1964 och olympiska sommarspelen 1968.